# Андроник Кондостефан (син на Исак)
Андроник Кондостефан (на гръцки: Ἀνδρόνικος Κοντοστέφανος; на латински: Andronicus Contostephanus; Andronikos Kontostefanos; fl. 1125 – 1156) от влиятелната фамилия Кондостефан е византийски аристократ и военен командир през XII век, активен в Мала Азия по времето на император Мануил I Комнин (упр. 1143 – 1180).
Той е син на византийския севаст и адмирал Исак Кондостефан. Брат е на Стефан Кондостефан († 1149), велик дука, женен 1125 г. за принцеса Анна Комнина, и на Йоан, 1186 г. велик дука при Исак II Ангел.
Андроник започва военна служба като офицер при сина на Алексий I Комнин, Йоан II Комнин (упр. 1118 – 1143). След това той служи при
Мануил I Комнин (упр. 1143 – 1180). През 1144 г. той е командир в кампанията против княз Раймон Антиохийски.
Андроник участва в кампанията през 1156 г. в Южна Италия около Бриндизи, но няма детайли. След това той отива в манастир с името Антон.

## Фамилия
Андроник Кондостефан се жени около 1125 г. за Теодора Комнина (* 1110), дъщеря на Адриан Комнин, син на севастократор Исак Комнин и Ирина Аланска, който по-късно става архиепископ на България. Техни деца са:
- Йоан Кондостефан († сл. 1166), пансеваст, участва в църковния събор на 6 март 1166 г.
- Алексий Кондостефан († сл. 1191), участва в църковния събор през септември 1191 г., женен за Мария Дукина
- дъщеря